# Rizobio
Este artículo trata sobre el grupo no taxonómico de microorganismos Rizobios. Para el género típico, véase Rhizobium.

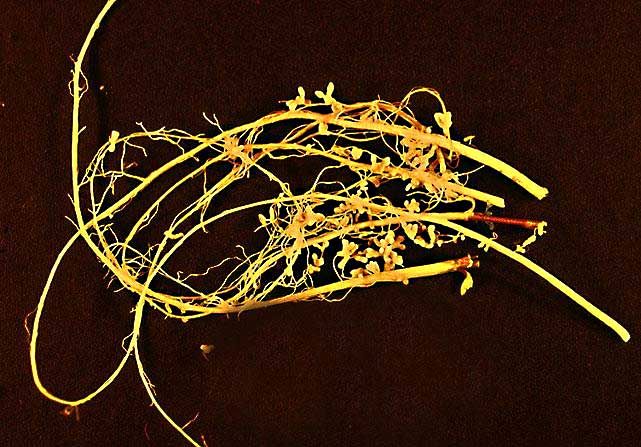
Nódulos en las raíces de soja, conteniendo miles de millones de bacterias Bradyrhizobium.

Los rizobios (del idioma griego riza = raíz y bios = vida, singular rhizobium, plural rhizobia) son bacterias del perfil de suelo que fijan nitrógeno diazotrófico después de haberse establecido endosimbióticamente dentro de nódulos radiculares de las leguminosas (Fabaceae). Los rizobios no pueden independientemente fijar nitrógeno atmosférico: requieren una planta hospedante. Morfológicamente son, en general, gram negativas, mótiles.

## Historia
La primera especie (Rhizobium leguminosarum) se identificó en 1889, y todas las sucesivas especies se colocaban en el género Rhizobium. Sin embargo, métodos más avanzados de análisis han revisado esa clasificación y ahora se distribuyen entre muchos géneros. Rizobio aún se usa como término no técnico para designar a todo este grupo de microorganismos (ver la sección taxonomía). La mayoría de los estudios se ha hecho en agricultura sobre leguminosas forrajeras tales como tréboles, legumbres y soja. También se ha efectuado algunas investigaciones en ambiente natural con legumbres.

## Taxonomía
Los rizobios son un grupo parafilético que se encuentran en dos clases de proteobacteria—las proteobacterias alpha y beta. Como se nota más abajo, la mayoría pertenece al orden Rhizobiales pero varios de los rizobios ocurren en distintos órdenes de las proteobacterias (datos son una combinación de y):
| α-proteobacteria Rhizobiales Bradyrhizobiaceae Bradyrhizobium B. canariense B. elkanii B. japonicum B. liaoningense B. yuanmingense Brucellaceae Ochrobactrum O. cytisi O. lupini Hyphomicrobiaceae Azorhizobium A. caulinodans A. doebereinerae Devosia D. neptuniae Methylobacteriaceae Methylobacterium M. nodulans Phyllobacteriaceae Mesorhizobium M. albiziae M. amorphae M. chacoense M. ciceri M. huakuii M. loti M. mediterraneum M. plurifarium M. septentrionale M. temperatum M. tianshanense Phyllobacterium P. ifriqiyense P. leguminum P. trifolii | Rhizobiaceae Rhizobium R. cellulosilyticum R. daejeonense R. etli R. galegae R. gallicum R. giardinii R. hainanense R. huautlense R. indigoferae R. leguminosarum R. loessense R. lupini R. lusitanum R. mongolense R. miluonense R. sullae R. tropici R. undicola R. yanglingense Sinorhizobium (Ensifer) S. abri S. adhaerens S. americanum S. arboris S. fredii S. indiaense S. kostiense S. kummerowiae S. medicae S. meliloti S. mexicanus S. morelense S. saheli S. terangae S. xinjiangense | β-proteobacteria Burkholderiales Burkholderiaceae Burkholderia B. caribensis B. dolosa B. mimosarum B. phymatum B. tuberum Cupriavidus C. taiwanensis Oxalobacteraceae Herbaspirillum H. lusitanum |

Estos grupos incluyen una variedad de bacteria que no son simbióticos. Por ejemplo, el patógeno de las plantas Agrobacterium está más relacionada con Rhizobium que con los rizobios que nodulan soja (y puede no ser realmente un género separado). Los genes responsables de la simbiosis con plantas pueden estar más relacionados que los organismos entre sí, pues pueden haberse adquirido por transferencia de genes horizontal (por conjugación bacteriana) más que transferencia de genes vertical (de un ascendiente común).

## Importancia en agricultura
Aunque mucho nitrógeno es removido cuando se cosechan los granos ricos en proteína o el heno, cantidades significativas pueden permanecer en el suelo para futuros cultivos. Esto es especialmente importante cuando no se usan fertilizantes nitrogenados como en los esquemas de secuencias de cultivos en la agricultura orgánica o en países menos industrializados. Por lo general, el nitrógeno es el nutriente más comúnmente deficitario en muchos suelos del mundo y el más comúnmente agregado al suelo. La fertilización nitrogenada a través de fertilizantes tiene fuertes impactos medioambientales. En cambio, la fijación de nitrógeno por estas bacterias es muy beneficiosa para el ambiente.

## Simbiosis
Los rizobios son únicos debido a su vida en relación simbiótica con leguminosas: garbanzo, poroto, trébol, soja.

### Infección en intercambio de señales
Los rizobios viven en el suelo donde se encuentran las raíces de las Fabaceae. La simbiosis comienza con un intercambio de señales entre los rizobios y la planta que permite el reconocimiento mutuo y el desarrollo de las estructuras simbióticas específicas. Las raíces de las plantas leguminosas secretan compuestos flavonoides que son sensados por los rizobios, disparando la producción de factores NOD por parte de las bacterias. A su vez los factores NOD son detectados por las raíces de las plantas e inducen la deformación de los pelos radiculares y otras respuestas fisiológicas. Este diálogo molecular es específico entre cada especie de leguminosa y rizobio de tal forma que cada planta produce un grupo específico de compuestos flavonoides que son detectados solamente por una o más especies de rizobios específicas de esa leguminosa.
Este mecanismo de reconocimiento entre la bacteria y la planta induce la división celular en el cortex la raíz formando un nuevo órgano: el nódulo que será posteriormente invadidos por las bacterias.
El mecanismo de infección mejor conocido es la infección intracelular que comienza cuando la bacteria entra a la raíz de planta por un pelo radicular deformado mediante un mecanismo similar a la endocitosis. A continuación la bacteria induce la formación de un hilo de infección por el que se desplaza hasta el nódulo. El segundo mecanismo es mediante la formación de "rupturas de entrada" en la raíz de la planta. En este caso no se observa la deformación de los pelos radiculares y la bacteria penetra directamente entre las células a partir de las rupturas producidas por la emergencia de las raíces laterales. Posteriormente, la bacteria penetra dentro de las células pasando e induce la formación del hilo de infección de manera similar a las infecciones intracelulares.
El hilo de infección crece hasta el nódulo, donde infecta el tejido central y libera a los rizobios en dichas células, donde se diferencian morfológicamente en bacteroides. La bacteria diferenciada morfológicamente como bacteroides fija nitrógeno de la atmósfera y lo entrega en una forma usable para el vegetal, ion amonio (NH4+), usando la enzima nitrogenasa. La reacción de fijación de nitrógeno es:
N2 + 8H+ + 8e− → 2NH3 + H2
En compensación la planta provee a la bacteria con azúcares, proteínas y oxígeno. Debido a que la presencia de oxígeno inhibe la actividad de la nitrogenasa, los nódulos producen una proteína similar a la hemoglobina, leghemoglobina, que ayuda a proveer de oxígeno para la respiración celular. Por este motivo los nódulos maduros tienen un color rosado o rojo. Recientemente se descubrió que un grupo de rizobios (=Bradyrhizobium) carece de factores NOD y por lo tanto debe dialogar de alguna otra manera con su planta huésped, Aeschynomene.

### Naturaleza del mutualismo
La simbiosis leguminosa–rizobio es un ejemplo clásico de mutualismo — el rizobio entrega amonio o aminoácidos a la planta y recibe ácidos orgánicos (principalmente como ácidos dicarboxílicos, malato y succinato) como fuentes carbonadas de energía — pero su persistencia evolucionaria es actualmente aún motivo de sorpresa. Debido a que muchas razas no vinculadas infectan a cada planta individual, algunas razas pueden redirigir recursos de la fijación de nitrógeno a su propia reproducción sin matar a la planta hospedante de la cual dependen. Pero si esta forma de relajación del mutualismo se generalizara a todas las razas se produciría la clásica tragedia de los comunes. Por tanto, las leguminosas guían la evolución de los rizobios hacia un mayor mutualismo reduciendo la cantidad de oxígeno que entregan a los nódulos que fijan menos nitrógeno, reduciendo el porcentaje de bacterias "tramposas" en la siguiente generación.

## Otros diazótrofos
Muchas otras especies de bacterias son capaces de fijar nitrógeno (diazótrofo). La capacidad de asociarse con plantas y fijar nitrógeno existe en otros grupos de bacterias como las bacterias Gram positivas del género Frankia que forman nódulos en las raíces de las plantas actinoricicas y las cianobacterias que se asocian con ciertas formas acuáticas de helechos (= Azolla), con los Cycas y las Gunneras. Muchas cianobacterias de vida libre como Azospirillum fijan nitrógeno.